# Envilecimiento de la moneda
Se denomina envilecimiento de la moneda (en inglés debasement, en alemán Münzentwertung, en italiano svilimento della moneta) a la degradación de una moneda metálica reduciendo su proporción de metal fino en la aleación, o sea disminuyendo su ley. El metal fino se refiere generalmente al oro o a la plata. También se suele denominar envilecimiento de la moneda a la emisión de monedas del mismo valor nominal pero de menor peso.
El envilecimiento de la moneda es un fenómeno similar y relacionado con la devaluación de la moneda emitida (por el banco central de un país) causada por un exceso de emisión de papel moneda (expansión cuantitativa). La depreciación se refiere a la disminución del poder adquisitivo que se manifiesta generalmente a través de la inflación.
El envilecimiento de la moneda fue realizado por los gobiernos al mandar acuñar –por lo general subrepticiamente- monedas de ley inferior. De esta manera, con la misma cantidad de metal fino se podían acuñar más monedas. La versión moderna del envilecimiento es la depreciación monetaria causada por una excesiva emisión de papel moneda. Los perjudicados son, en todos los casos, los habitantes del país, debido a la inflación, que en general perjudica más a los sectores de menores ingresos. Si el curso de la moneda es forzoso, suelen beneficiarse los deudores y perjudicarse los acreedores.

## Historia

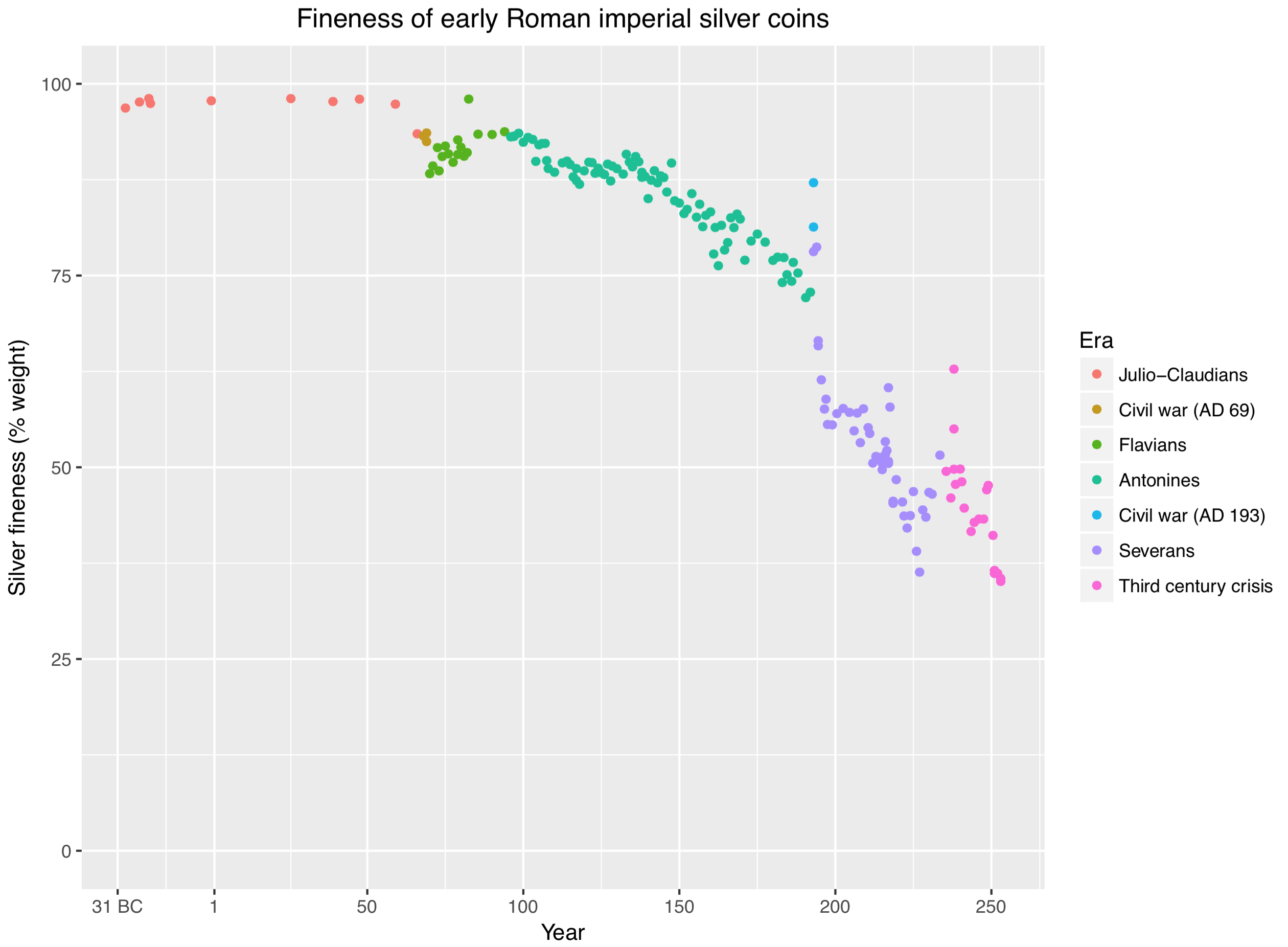
Ley del denario romano entre los años 31 a. C. y 250 d. C. expresada en porcentaje de plata de la moneda.

El envilecimiento de la moneda se perpetró frecuentemente a lo largo de la historia. Un buen ejemplo es el denario, una moneda de plata romana que comenzó a acuñarse alrededor del año 200 a. C. con un peso de 3,9 g y ley entre 0,95 y 0,98. Alrededor del año 200 d. C. su peso era de 3,41 y de ley 0,835, que posteriormente llegó a reducirse hasta alrededor de 0,500.
Otro tanto sucedió con el áureo, en latín aureus, la moneda romana de oro, que en época de Sila, alrededor de 82 a. C., pesaba 10,9 g, en la de Julio César en 48 a. C. 8,18 g, en la de Caracalla en 214 d. C. 6,55 g y con Diocleciano en 301 solamente 5,45 g. Esta última devaluación originó una inflación tal que el emperador trató de detener con su Edicto sobre Precios Máximos.
El real español pesaba en 1497 3,43 g y era de ley 0,931. En 1597 Felipe II rebajó la ley a 0,917 y en 1728 Felipe V bajó el peso del real a 3,28 g, manteniendo la misma ley. En 1772 la ley pasó a 0,903, en 1785 se redujo transitoriamente a 0,895 para volver a la ley anterior hacia 1788 aún bajo el reinado de Carlos III.
Los elevados gastos de la corte de Enrique VIII de Inglaterra provocaron problemas en la década de 1540 lo que llevaron a un envilecimiento de la libra inglesa cuyo máximo fue el 50 % en 1551. La inflación desatada a partir de 1544 recién fue superada hacia 1552 bajo el reinado de su hijo Eduardo VI.
Durante los primeros años de la Guerra de los Treinta Años se dio un sensible envilecimiento de las monedas de plata circulantes en Alemania, cuyo contenido de plata fina llegó a disminuir en algunas regiones hasta el 10 %. Esto desató una importante inflación conocida en Alemania como Kipper- und Wipperzeit (cfr. (it:, en:) época de los Kipper y Wipper), especialmente en los años 1618 a 1623. Las causas del envilecimiento fueron una sensible escasez de monedas que se venía manifestando desde fines del siglo XVI, una disminución de la producción de plata en Alemania, crecidos gastos de la nobleza con su consiguiente aumento del endeudamiento y, sobre todo, las necesidades de cubrir los gastos de la guerra.